# 연덕춘
연덕춘(延徳春, 1916년 2월 14일~2004년 5월 11일~)은 대한민국의 골프 선수이다. 제2대 한국프로골프협회 회장을 역임했다.